# Stob Coire a’ Chàirn
Stob Coire a’ Chàirn (wymowa gaelicka: [ˈs̪t̪op ˈkʰɔɾʲ ə ˈxaːrˠn]) – szczyt w paśmie Mamores, w Grampianach Zachodnich. Leży w Szkocji, w regionie Highland. 